# Huzhong

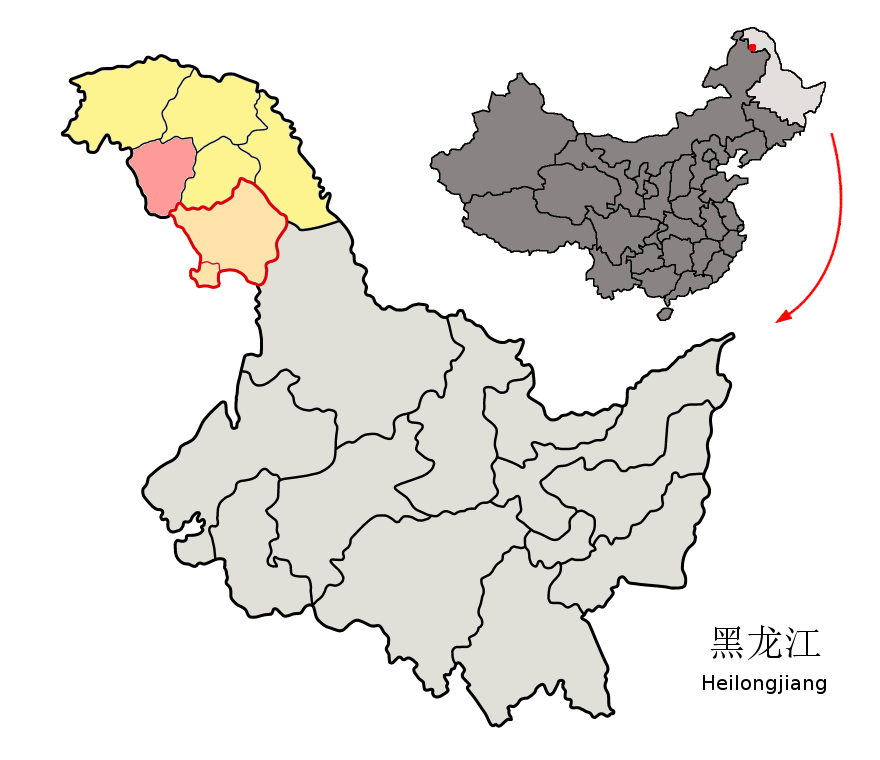
Lage von Huzhong im Regierungsbezirk Großes Hinggan-Gebirge

Huzhong (chinesisch 呼中区, Pinyin Hūzhōng Qū) ist ein Unterbezirk des Regierungsbezirks Großes Hinggan-Gebirge der Provinz Heilongjiang. Er hat eine Fläche von 9.374 km² und zählt 16.359 Einwohner (Stand: Zensus 2020). Sein Hauptort ist die Großgemeinde Huzhong (呼中镇). 

## Administrative Gliederung
Auf Gemeindeebene setzt sich Huzhong aus vier Großgemeinden zusammen. 